# Влаков инцидент в село Хитрино
Влаков инцидент в село Хитрино се случва в центъра на село Хитрино, област Шумен на 10 декември 2016 г.
Част от частната товарна влакова композиция дерайлира, изтича газ пропилен, който експлодира и се запалва. Загиват 7 души, ранени са 29 души.

## Инцидент
В 05:37 на 10 декември 2016 г. товарен влак от 26 вагон-цистерни на частния железопътен превозвач  "Булмаркет ДМ" ЕООД, превозващ пропан-бутан и пропилен, с маршрут от жп гара Дружба през жп гари Карнобат, Дългопол, Синдел, Провадия, Каспичан, към Русе дерайлира при влизане в отклонителен коловоз на гара Хитрино. Причината за спиране на товарния влак в отклонителен коловоз е предстоящо пристигане в 05,50 по главния коловоз на гара Хитрино на пътнически влак от Русе за Каспичан, потеглил от съседната жп гара Висока Поляна, по неудвоената жп линия Каспичан - Разград - Русе. В резултат на дерайлиране и преобръщане, и нарушаване целостта на предпазната(и) обшивка(и) на вагон(и)-цистерна(и) започва изпускане в атмосферата на газообразни задушливи горими вещества. Това предизвиква взривове, пожари, смъртта на 7 човека, запалване и разрушаване на около 50 жилищни сгради в близост до жп гара. Някои жители са ранени поради срутили се жилищни стени, подове, тавани, други са с различни степени на изгаряне. Локомотивните машинисти на товарния частен влак остават живи след инцидента.
Налага се евакуация на живущите от селото, а около 150 пожарникари се борят до обяд с пламъците, когато са потушени. Ранените са откарани в болниците в Шумен и Варна. Някои от тях са с 90% изгаряния по тялото.
На 12 декември 2016 г. в памет на жертвите е обявен Ден на национален траур.
За причините за катастрофата се води следствие, като за вероятна причина се приема човешка грешка. Водеща е тезата за превишена скорост на влака при навлизане чрез жп коловозоразклонение с радиус 190 метра в гаров район на жп гара Хитрино, поради което той е дерайлирал. Образувано е разследване, по което на съд се явяват двама души – локомотивния машинист Димитър Михнев и помощник- локомотивния машинист Радослав Петков през месец май 2021 г. Апелативен съд – Варна потвърди присъдата на Шуменския окръжен съд по делото за влаковата катастрофа. Първата инстанция определи на локомотивния машинист първо лице Димитър Михнев 15 години лишаване от свобода и 17 години лишаване от право да упражнява професията си. Локомотивния помощник-машинист Радослав Петков е лишен от свобода за 10 години и с отнето право да упражнява професията 12 г. Димитър Михнев и Радослав Петков са признати за виновни за това, че на 10 декември 2016 г. при управление на товарен частен влак, са нарушили правилата за жп движение – управлявания от тях влак е влязъл в гаровия район на жп гара Хитрино в отклонителен коловоз през жп стрелка със скорост 78 км/ч като навреме не са предприели необходимите и/или нужни действия за снижаване на скоростта до 40 км/ч, виждайки че предупредителния жп светофор е със светлинно показание предупреждаващо, че входния жп светофор, разположен на предсигнално/спирачно разстояние 1,2 км след предупредителния жп светофор, свети с показание ,,вход с максимална скорост 40 км/ч"". Не са се подчинили и на светлинния сигнал на входния светофор, който разрешавал влизане в жп коловоз със максимална скорост 40 км/ч, със задължително спиране преди изходния жп светофор разположен преди края на отклонителния жп коловоз. В резултат е последвало дерайлиране и/или повреждане на обшивката(и) на жп вагон(и)-цистерна(и), и изпускане на силно сгъстен газ пропилен от жп вагон(и)-цистерна(и), и взрив. Причинена е смъртта на 7 човека, тежки телесни повреди на 4 човека и средни телесни повреди на 10 човека. Деянието е квалифицирано като особено тежък случай.

## Присъди
Разследването и съдебният процес се проточват повече от 6 години. С окончателно решение на Върховния съд машинистите са осъдени на затвор - 15 години за Димитър Михнев и 10 години за Радослав Петков.